# 易多
易多（希伯來語：‎）是聖經中的一位先知。根據歷代志，他曾居於所羅門王及其繼位者羅波安和亞比央統治時期的猶大王國，曾記載羅波安和亞比央時期之歷史，並預言以色列王国耶羅波安一世等事。

## 同名人物
舊約中另有其他同名者，共有七位:
1. 所羅門時期官員亞希拿達的父親。[2]
2. 利未後裔，革順的子孫。[3]
3. 先知撒迦利亞的祖父。[4]
4. 先知撒迦利亞之子。大衛時代管理基列地瑪拿西半個支派。[5]
5. 迦西斐雅地方首領。 以斯拉曾請他協助尋找適合於聖殿工作之殿役。[6]
6. 一祭司，利未後裔。跟隨所羅巴伯自放逐地巴比倫返國。[7]
7. 一祭司。約雅金時代其後裔薩迦利亞任祭司及族長。[8]

## 外部連結
- 守望台線上書庫 （页面存档备份，存于）
- a Bible Tool （页面存档备份，存于）